# Euplassa nebularis
Euplassa nebularis là một loài thực vật có hoa trong họ Quắn hoa. Loài này được Rambo & Sleumer miêu tả khoa học đầu tiên năm 1954.